# Asmaa Abulyazeid
Asmaa Abulyazeid (em árabe: أسماء أبو اليزيد) (Cairo, 10 de julho de 1990) é uma atriz e cantora egípcia. Estudou na Faculdade de Belas Artes e participou no início de um grande número de representações teatrais que se exibiram no Teatro Hanager, além de competir pelo Prêmio Sheikh Sultan Al Qasimi ao Melhor Espectáculo Teatral de 2016.
Conseguiu o reconhecimento em seu país depois de interpretar o papel de "Toka" na série de televisão "Esta anoitecer" em 2016. Um partir de então participou em muitas série e filmes, além de colaborar com a banda "Bahjja".

## Filmografía

### Cinema
- The Passage (2019)[4]
- 122 (2019)
- The Bulleta (2018)
- Al Kowayseen (2018)
- Talk abou the Eyebrow (2018)
- One Moment, Please (2011)

### Televisão
- Zodiac (2019)
- Hogan (2019)
- Eugenie Nights (2018)
- This Evening (2017)
- I'm Shahira ... I'm the Traitor (2017)
- I'm in Love (2014)

### Teatro
- Melodrama (2013)
- Made in China
- Revolution of the Dead